# 보워흰이빨쥐
보워흰이빨쥐(Berylmys bowersi)는 쥐과에 속하는 설치류의 일종이다. 중국과 인도, 인도네시아, 라오스, 미얀마, 태국, 베트남에서 발견된다.

## 특징
대형 설치류로 꼬리 길이 240~310mm를 제외한 몸길이가 210~285mm에 이른다. 발 길이는 49~57mm, 귀 길이는 26~32mm, 몸무게는 최대 550g이다. 털은 가늘고 거칠며 떳떳하지만 가시털은 없다. 등 쪽은 흐릿한 갈색빛 회색이지만 배 쪽은 희다. 귀는 크고 털이 없다. 핵형은 2n=40, FN=64이다.

## 생태
땅 위에서 주로 생활하는 육상성 동물이다. 경작지와 숲, 관목 지대에 굴을 파고 지낸다. 먹이는 꽃을 포함한 식물이지만 드물게 곤충이나 달팽이를 먹는다. 한 번에 2~5마리의 새끼를 낳는다. 기대 수명은 야생에서 약 6개월이지만 포획 상태에서 최대 3년이다.

## 분포 및 서식지
인도와 중국, 인도차이나, 수마트라섬에 널리 분포한다. 해발 600m와 1,800m 사이의 아열대와 온대 산지림, 관목 지대, 농경지 등의 다양한 서식지에서 서식한다.